# 麻合马
麻合马（Muhammad Khan；？—1339年），蒙古人，旭烈兀幼子忙哥帖木儿之玄孙，伊兒汗國的第十二任君主。1336年7月26日，札剌亦儿王朝谢赫·大哈散王公进攻报达（巴格达），可汗木撒逃跑，报达城主阿里被杀。谢赫·大哈散王公在首都伊兒汗國桃里寺（大不里士）拥立年幼的麻合马继位。当时，伊兒汗國西部分裂为楚邦王朝和札剌亦儿王朝，楚邦王朝谢赫·小哈散·楚邦王公在1338年7月16日，击败大哈散，麻合马被楚邦王朝俘杀。
| 前任： 木撒 | 蒙古伊兒汗國君主 1338年－1339年 | 繼任： 撒迪别 |